# Lalaine
Lalaine, właśc. Lalaine Ann Vergara Paras (ur. 3 czerwca 1987 w Burbank) – amerykańska wokalistka i aktorka, znana przede wszystkim z roli Mirandy Sanchez, przyjaciółki tytułowej bohaterki serialu Lizzie McGuire.
Jest córką Filipińczyków; jej matka Elena Vergara pochodzi z Batangas, a ojciec z Pampangi. Występowała w wielu reklamach, a także w teledysku Toma Petty pt. „Walls” (1996). Była związana z członkiem boysbandu US5, Richiem Stringinim.

## Dyskografia
Albumy
- Inside Story (2003)[1]

Single
- „You Wish!” (2003) z albumu Inside Story
- „Haunted” (2004)[1]
- „Cruella De Vil” (2005) z albumu DisneyMania 3, remiks tego utworu znalazł się również na płycie DisneyRemixMania
- „I’m Not Your Girl” (2005)[1]

Teledyski
- I’m Not Your Girl

Ścieżki dźwiękowe
- Wirtualny ideał (Pixel Perfect, 2004) – piosenka „If You Wanna Rock”[2]
- Jedno życzenie (You Wish!, 2003) – piosenka „You Wish”[2]
- Annie (1999) – piosenki „It’s the Hard Knock Life”, „It’s the Hard Knock Life (Reprise)”, „Never Fully Dressed without a Smile”[2]

## Filmografia
| Rok       | Tytuł polski (Tytuł oryginalny)                     | Rola              |
| --------- | --------------------------------------------------- | ----------------- |
| 1999      | Annie                                               | Kate              |
| 1999      | Granica (Border Line)                               | Teresa            |
| 2001–2003 | Lizzie McGuire                                      | Miranda Sanchez   |
| 2003      | Buffy: Postrach wampirów (Buffy the Vampire Slayer) | Chloe (gościnnie) |
| 2003      | Jedno życzenie (You Wish!)                          | Abby              |
| 2004      | Promised Land                                       | Norma             |
| 2007      | Her Best Move (Najlepszy Strzał)                    | Tutti             |
| 2007      | Royal Kill                                          | Księżniczka       |